# いとおしい人のために
『いとおしい人のために』は、佐藤朱美の1作目のシングルである。1995年5月21日にアポロンよりリリースされた。

## 解説
佐藤朱美のファーストシングルで、テレビアニメ『ふしぎ遊戯』オープニングテーマに起用された。『ふしぎ遊戯・オリジナルサウンドトラック』等にも収録されている。また同アニメのエンディングテーマである『ときめきの導火線』と同時リリースされた。

## 曲目
1. いとおしい人のために [3:11]
  - テレビアニメ『ふしぎ遊戯』オープニングテーマ
  - 作詞：青木久美子、作曲：清岡千穂、編曲：矢野立美
2. わかっていたはず [5:03]
  - テレビアニメ『ふしぎ遊戯』挿入歌
  - 作詞：佐藤朱美、作曲：清岡千穂、編曲：土屋真奈部
3. いとおしい人のために (オリジナル・カラオケ)
4. わかっていたはず (オリジナル･カラオケ)